# ハーマン・カーン
ハーマン・カーン（Herman Kahn、1922年2月15日 - 1983年7月7日）は、アメリカ合衆国の未来学者、軍事理論家。一般システム理論の論客として知られる。シンクタンクのハドソン研究所創設者。京都産業大学学事顧問。

## 経歴
カーンはニュージャージー州でユダヤ系の一家に生まれ、10歳で両親の離婚によって兄弟と共にカリフォルニア州に移住した。カリフォルニア大学ロサンゼルス校 (UCLA) に入学し、物理学を専攻した。第二次世界大戦中はビルマ戦線で通信兵として従軍し、中性子爆弾の開発者となったサミュエル・セオドア・コーエンの引きで1947年にランド研究所に入所。カリフォルニア工科大学で修士号 (Master of Science) を取得し、冷戦下における戦略分析に従事した。
1959年にプリンストン大学に出向し、ランドに戻ると『熱核戦争論』を上梓。核戦争下の民間防衛について論じたこの本は、死の灰の影響を低く評価して限定核戦争を肯定するなどしており、多くの批判に晒された。しかし、バートランド・ラッセルが核兵器による平和の達成を不可能だと論証したと評価するなど、平和主義的立場から（本来の意図とは違う意味で）評価されたりもしている。メガデスやドゥームズデイ・デバイスの概念でも知られた。
その後、カーンは関心を未来学に移し、1961年にランドから独立してハドソン研究所を創設し所長となった。1970年には『超大国日本の挑戦』を著し、「21世紀は日本の世紀」と断言した。「2000年頃に日本の国民一人当りの所得がアメリカと並んで世界一のレベルに達する」（この予想は外れた。）
「軍事的にはアメリカの、経済的には中華人民共和国の影響下に置かれる」などと予想した。1983年7月7日、ハイキング中に心臓麻痺で倒れ死去。享年61。
カーンの死後、研究所が「保守的な立場からアメリカの国家安全保障に貢献した、創造的でビジョンを持った指導者」に贈るハーマン・カーン賞にその名を残した。

## 人物
- アメリカ陸軍始まって以来のIQの高さを持っているというのは有名だが、実際はあらゆるIQテストの傾向を分析して対策を練った上でIQテストに臨んだことで好成績を残したというものだった。カーンは30分で全問解答して一旦会場から退出したものの、後になって1問ミスに気付いて会場に戻った。
- 『熱核戦争論』での過激な主張もさることながら、演説好きで肥満体という一種独特なキャラクターのインパクトは強烈であったためか、さまざまなフィクション作品でモデルになっている。
  - 映画『博士の異常な愛情』
    - 主人公のドクター・ストレンジラブのモデルとなり、カーンが自ら同作品を監督したスタンリー・キューブリックに著作権料を要求したというオマケまでついた。

  - アニメ「ガンダムシリーズ」
    - 登場人物のハマーン・カーン（女性）は、カーンのアナグラムに由来している。

## 日本語訳著書

### 単著
- 『考えられないことを考える――現代文明と核戦争の可能性』（ぺりかん社、1968年）
- 『日本未来論』（読売新聞社、1969年）
- 『超大国日本の挑戦』（ダイヤモンド社、1970年）
- 『未来への確信――成長限界論を超えて』（サイマル出版会、1976年）
- 『大転換期』（TBSブリタニカ、1980年）
- 『ブームが来る』（講談社、1982年／講談社文庫、1984年）

### 共著
- （アンソニー・ウィーナー）『紀元2000年――33年後の世界』（時事通信社、1968年）
- （B・ブルース・ブリッグス）『世界はこう変わる――1980年代の展望』（時事通信社、1972年）
- （トーマス・ペッパー）『それでも日本は成長する――悲観病脱出のすすめ』（サイマル出版会、1978年）
- （トーマス・ペッパー）『オーストラリアは大丈夫か――資源大国・4つの選択』（サイマル出版会、1980年）

### 編著
- 『企業――その生き残る条件』（産業能率短期大学出版部、1975年）